# Juliana Schierberg
Juliana Sophia Schierberg, kallad Julianchen, död 1712, var en svensk hovfunktionär. Hon var gunstling hos Hedvig Sofia av Sverige och politisk aktör.

## Biografi
Juliana Schierberg blev kammarpiga hos Sveriges drottning Ulrika Eleonora 1681, och efter dennas död 1693 fick hon samma tjänst hos Hedvig Sofia av Sverige. Hon beskrivs som Hedvig Sofias gunstling och är känd som politisk aktör. Hon spelade en aktiv roll under förhandlingarna kring Hedvig Sofias äktenskap 1698, något som hade stor politisk betydelse eftersom den innefattade en allians mellan Sverige och Danmark genom Hedvig Sofias äktenskap med en medlem av det danska kungahuset. Enligt den franske diplomaten d'Avaux de Torcy skötte hon i princip ensam äktenskapsförhandlingarna genom sina intriger. Det ryktades att hon hade tagit emot mutor från hertigen av Holstein för att arbeta för hans frieri och hindra partiet med Vilhelm III av England: hon ska enligt uppgift ha klappat Hedvig Sofia på kinden och sagt med tanke på Vilhelm III: "Nej, vi nöjer oss med något mindre". Enligt diplomaternas rapporter agerade hon för ett äktenskap med Holstein-Gottorp och emot en dansk-svensk äktenskapsallians. Den tänkta alliansen med Danmark blev heller inte av, medan den hon arbetade för blev det.
Schierberg ska också ha intrigerat mot äktenskapet mellan Karl XII och Sofia Hedvig av Danmark, och den danske diplomaten provocerades mycket av hennes intriger och anklagade henne för att vara den enda som motsatte sig det. Äktenskapet blev heller inte av. Julianchen var öppet känd för sin favoriserade position hos Hedvig Sofia liksom Emerentia von Düben var hos Ulrika Eleonora, och Karl XII hälsade till henne i sina brev till sin syster. Hovmarskalken ska ha uttalat en önskan att hon skulle gifta sig och avsluta sin tjänst, och hon fick en del fiender på grund av sin position. 
När Hedvig Sofia blev änka 1702 var Schierberg än en gång drivande i förhandlingarna om ett nytt politiskt äktenskap. Enligt samtida rapporter hade hon konstruerat ett nät av spioner som hon använde till Hedvig Sofias förmån. Samtiden bedömde att hon hade samlat sin privatförmögenhet genom att acceptera mutor från bland annat utländska makthavare. År 1708 försökte en annan av Hedvig Sofias favoriter bland tjänarna, Fritze, avsätta henne genom att tillsammans med kammarfröken Maria Horn och hovfröken Charlotta von Liewen försöka övertyga Hedvig Sofia om att hon hade blivit senil, men det försvårades av att de då måste försöka hindra Hedvig Sofia från att vara ensam med henne, något som inte gick eftersom hon i egenskap av kammarfröken sov i samma rum. Schierberg anklagades för att oavsiktligt ha förorsakat Hedvig Sofias död genom att utsätta henne för huskurer som förvärrade sjukdomen, då hon tillsammans med Maria Horn isolerade sig med denna under hennes sjukdom.
Schierberg samlade en förmögenhet, något som illustreras av att hon år 1710 kunde donera 4000 daler för att finansiera det stora nordiska kriget.     